# I Am a Ukrainian

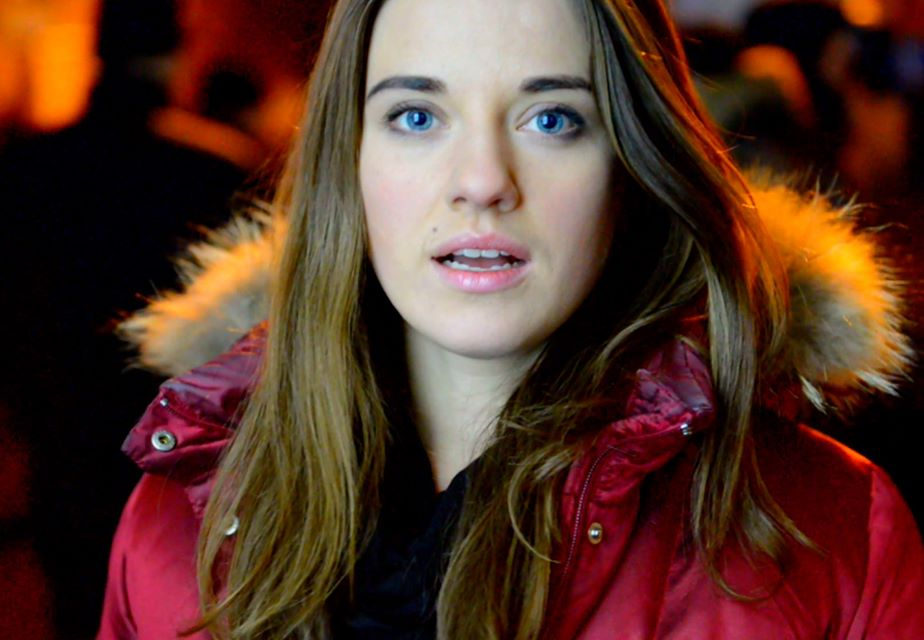
Постер відео

«I Am a Ukrainian» — вірусне відео в Інтернеті, що вперше з'явилося на відеохостингу YouTube 2014 року. Його героїнею є молода українська жінка, яка підтримує протестувальників під час Євромайдану. До кінця березня відео, яке відзняв Грехем Мітчелл, зібрало близько 8 мільйонів переглядів.

## Передумова
Жінка на відео себе не називає з міркувань безпеки, однак згодом стало відомо, що це Юлія Марушевська, аспірантка в галузі української літератури Київського національного університету імені Тараса Шевченка. Марушевська і британський фотограф Грехем Мітчелл зняли це відео 22 січня після смерті п'яти осіб, троє з яких померли від вогнепальних поранень. Марушевська відчувала, що потрібно щось більше зробити для Євромайдану і була розчарована нерозумінням іноземцями справжніх причин протестів, які проходили в Україні. Вона хотіла повідомити глядачам, що українці хочуть змінити свій уряд, через ймовірні факти корупції всередині нього. Грехем відзняв відео завдовжки 2 хвилини і 4 секунди, на якому героїня промовляє англійською мовою.
У липні 2015 року Голова Одеської ОДА Міхеіл Саакашвілі оголосив, що Юлія Марушевська погодилась працювати на посаді заступника голови Одеської ОДА. За словами Міхеіла Саакашвілі Юлія Марушевська перед тим упродовж року стажувалася в університетах Гарварда і Стенфорда.

## Популярність
Відео завантажили на YouTube 10 лютого 2014 року. До 19 лютого його переглянули 3,5 мільйона разів. 21 лютого воно мало 5,2 мільйона переглядів, 22 лютого — близько 6 мільйонів, 27 лютого перетнуло позначку 7 мільйонів переглядів. Станом на вересень 2015 року відео переглянули понад 8,5 мільйона разів.
Відео отримало здебільшого позитивні відгуки. Більшість із десятків тисяч відгуків були на підтримку відео. Станом на 21 лютого 2014 року під відео було близько 70 000 «лайків» і 4 000 «дизлайків». Меншість голосів, передусім тих, хто проти революції, критикували відео за нібито однобокість. Також відео критикували за низьку професійну якість і за цим показником порівнювали з суперечливим вірусним відео Kony 2012, що наводило глядачів на хибну думку про нібито чисте аматорство при його виробництві.
BBC News назвало його з великим відривом найвпливовішим серед усіх відео про Євромайдан. Вен Мозес нині працює над повнометражним фільмом про Юлію Марушевську і про події в Україні після цього вірусного відео.